# 정곡초등학교 정남분교
정곡초등학교 정남분교는 경상남도 의령군 정곡면 법정로4길 1-11 (백곡리)에 있었던 초등학교이다.

## 연혁
- 1938년 6월 4일 정곡공립심상소학교 적곡간이학교 개교
- 1944년 4월 1일 정남공립국민학교 승격
- 1944년 10월 4일 현 위치로 이전
- 1984년 6월 16일 병설유치원 개원
- 1996년 3월 1일 정남초등학교로 개칭
- 1997년 9월 1일 농촌형 급식 실시
- 1998년 9월 1일 정곡초등학교 정남분교장
- 1999년 2월 20일 제50회 졸업식(2254명)
- 1999년 3월 1일 본교로 통폐합